# البیگن‌آلف
البیگن‌آلف (به آلمانی: Elbigenalp) یک منطقهٔ مسکونی در اتریش است که در ناحیه رویت واقع شده‌است. البیگن‌آلف ۳۳٫۰۹ کیلومتر مربع مساحت دارد ۱٬۰۳۹ متر بالاتر از سطح دریا واقع شده‌است.